# Bezerédj György
Bezerédi Bezerédj György, született: Bezerédj György István (Vámoscsalád, 1779. augusztus 22. – Kissennye, 1863. szeptember 23.) jogász, alnádor, királyi tanácsos, a kőszegi kerületi tábla elnöke.

## Élete

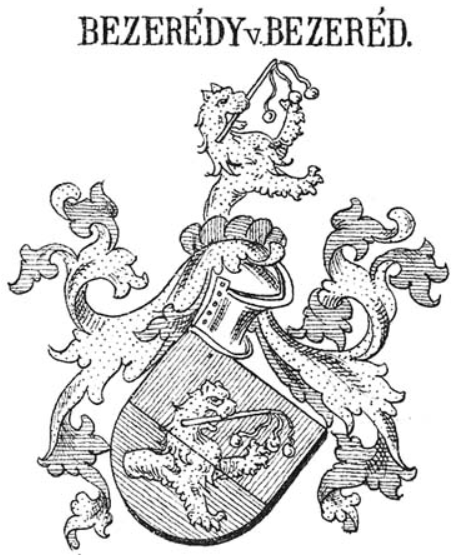
A Bezerédj család címere

Jeles közéleti ember, jogász, tehetséges, színes, sokoldalú személyiség volt a nemesi származású Bezerédj család vámoscsaládi ágából származó Bezerédj György. Édesapja bezerédi Bezerédj Péter (1754-1812), insurgens kapitány, földbirtokos, édesanyja a barkóczi Rosty családból való barkóczi Rosty Magdolna (1762-1799) volt. Apai nagyszülei bezerédi Bezerédj Sándor (1711–1776), táblabíró, földbirtokos, és jákfalvi Novák Judit voltak. Anyai nagyszülei barkóczi Rosty Miklós (1715-1768), huszárkapitány, földbirtokos, és rábabogyoszlói Vajda Anna voltak. 
Gimnáziumi tanulmányait Szombathelyen, jogi tanulmányait 1796-98 között Pozsonyban végezte. Francia, latin és olasz nyelvtudással rendelkezett. A zene szeretete meghatározó volt egész életében. Tudománya és hazafisága következtében nagy tekintélynek örvendett.   Vas vármegye tiszteletbeli jegyzője volt. Az 1807. és 1808. évi országgyűlésen Vas vármegye középpárti követe volt. 1809-ben Veszprém vármegye főjegyzője lett. 1825. augusztus 8-tól Veszprém vármegye I. országgyűlési követté választotta, de lemondott elsőségéről Rohonczy János javára. 1827. augusztus 16-tól a Királyi Tábla ülnöke, 1827. szeptember 28-án József főherceg alnádornak nevezte ki, 1829-től a Dunántúli (kőszegi) kerületi tábla elnöke volt 1848. december 2-ig, amikor e tisztségéről lemondott. A császári és királyi udvari tanácsosi cím birtokosa volt. Latin nyelvű életrajzát maga írta meg.  

## Érdekesség
A zsennyei kastélyon 1829 és 1830 között Bezerédj György részben átépítést hajtott végre. "Az eredetileg reneszánsz udvarházat több ízben is átépítették. Utoljára 1829-ben az Angliából hazatelepült botanikus Bezerédj György építette át Tudor stílusban. Ő alakította ki az épület körüli tájképi kertet is a helyben lévő kőrises-tölgyes idős egyedeinek meghagyásával. Bezerédj György az 1830-as években ritka növényeket, fákat hozatott, a 22 holdas parkot arborétummá fejlesztette. Bezerédj György 1863-ban hunyt el.
Ekkor Elek nevű fia vette át a birtokot. Bezerédj Elek Bécsben tanult, diplomáciai pályára készült. Az 1848-49-es szabadságharc hatására azonban lemondott eredeti szándékáról és a továbbiakban építészetet tanult. Az utolsó lényeges bővítést Bezerédj Elek végeztette 1863 és 1867 között, amit igazol a bejárat feletti kronosztichon. Ez a következő szöveget tartalmazza: "DVpLICaVIt CrVCeM, Alexius de Bezered"
A kastélyt a korszellemnek megfelelően romantikus felfogásban korszerűsítették. Ezt az állapotot őrizte meg napjainkig. A család bensőséges kapcsolatot ápolt a kor művészeivel. Többször járt Zsennyén Kisfaludy Károly, Szegedy Róza. Szívesen vendégeskedett a vadregényes környezetben lévő kastélyban gróf Batthyány Lajos és Deák Ferenc is. "A 20. század elején (1910-11-ben) Bezerédj Elek leánya, Emma, Békássy Istvánné építtette át az első emelet egy részét. Ekkor bontották le a hall fiókos dongaboltozatát és síkmennyezetet építettek. A Békássy család a két világháború között nem változtatott a kastélyépületen." Bezerédj Elek utódai a Békássy család tagjai őrizték híres könyvtárát és arborétumát.

## Házassága és gyermekei

A mezőszegedi Szegedy család címere

1803. június 29.-én Gógánfán feleségül vette mezőszegedi Szegedy Antónia (*Kám, 1782. április 6.–†Gógánfa, 1842. október 22.) kisasszonyt, mezőszegedi Szegedy Ignác (1736-1796) zalai alispán és barkóczi Rosty Katalin Rozália (1753-1787) lányát, aki egyben Kisfaludy Sándorné mezőszegedi Szegedy Róza (1774-1832) asszonynak a húga volt. A menyasszonynak az apai nagyszülei mezőszegedi Szegedy Ferenc, Veszprém vármegye alispánja, királyi táblai ülnök, földbirtokos és medgyesi Somogyi Rozália voltak; az anyai nagyszülei barkóczi Rosty Ferenc (1718-1790), királyi tanácsos, vasi alispán, földbirtokos és bajáki Bajáky Katalin (1726-1782) voltak. Bezerédj György és mezőszegedi Szegedy Antónia házasságából született:
- Bezerédj Amália Krisztina (Szentivánfa, 1804. április 15. – Máriavölgy, 1837. szeptember 21.), a kisdedóvás buzgó terjesztője. Férje: bezerédi Bezerédj István (Szerdahely, 1796. október 28. – Hidja-puszta (Szedres mellett), 1856. március 6.) reformkori politikus, kiváló szónok, Tolna vármegye követe, földbirtokos.
- Bezerédj Konstancia (Szentivánfa, 1806. február 27.–Zsennye, 1836). Férje: okolicsnói Okolicsányi Károly (1798.–Zavar, 1872. december 16.).
- Bezerédj Etelka (Szentivánfa, 1807 július 12.–Hidja-puszta (Szedres mellett), 1888. június 15.). Férje: bezerédi Bezerédj István (Szerdahely, 1796. október 28. – Hidja-puszta (Szedres mellett), 1856. március 6.) reformkori politikus, kiváló szónok, Tolna vármegye követe, földbirtokos.
- Bezerédj Ludovika (Veszprém, 1810. május 3.–Rábahídvég, 1872. június 19.). Férje: felsőeőri Bertha Antal (Rábahídvég, 1808. február 13. – Rábahídvég, 1874. július 30.) Vas vármegye főjegyzője, országgyűlési követe, táblabíró, földbirtokos.
- Bezerédj László (Veszprém, 1813. július 25. – Kámon, 1871. szeptember 27.) jogász, országgyűlési képviselő, felsőházi tag. Neje verebi Végh Angéla.
- Bezerédj Elek (Veszprém, 1823. június 4.-Szombathely, 1894. augusztus 23.). Neje Kiss Emma (Uraiújfalu, 1832. szeptember 22.–Budapest, 1879. január 16.)

## Műve
- Oratio ad principem Ludovicum a Battyán comitatus Castriferrei haereditarium supr. comitem… dum sub gratiosissimis eorundem auspiciis in lyceo Sabariensi positiones ex universa philosophia publice propugnaret 23. aug. 1796. Sabariae.